# 金森順次郎
金森 順次郎（かなもり じゅんじろう、1930年（昭和5年）3月7日 - 2012年（平成24年）11月13日）は、日本の物理学者、理学博士。大阪大学名誉教授。位階は従三位。
第13代大阪大学総長、財団法人国際高等研究所所長、財団法人国際高等研究所上級研究員、財団法人山田科学振興財団理事長を務めた。

## 略歴
大阪市出身。近畿日本鉄道（近鉄）の実質的な創業者の一族に生まれたが、順次郎は嫡流でなかったこともあり、学界へと進んだ。
- 1948年03月 - 大阪府立天王寺高等学校卒業
- 1953年03月 - 大阪大学理学部物理学科卒業[1]
- 1957年03月 - 大阪大学 理学博士「一酸化鉄及び一酸化コバルトの磁性の理論」
- 1958年06月 - 大阪大学理学部講師
- 1958年08月 - シカゴ大学金属研究所研究員（1960年（昭和35年）7月まで）
- 1964年（昭和39年）01月 - パリ大学客員教授（1964年（昭和39年）11月まで）
- 1965年（昭和40年）05月 - 大阪大学理学部教授[1]
- 1971年（昭和46年）01月 - カリフォルニア大学ロサンゼルス校客員教授
- 1972年（昭和47年）04月 - 大阪大学学生部長（1973年（昭和48年）3月まで）
- 1981年（昭和56年）04月 - 大阪大学理学部長（1985年（昭和60年）3月まで）
- 1989年（平成元年）04月 - 大阪大学理学部長（1991年（平成3年）8月まで）
- 1991年（平成3年）08月 - 大阪大学総長（1997年（平成9年）8月まで）[1]
- 1997年（平成9年）09月 - 総長の任期満了により大阪大学を退官、名誉教授の称号を受ける
- 1997年（平成9年）10月 - 国際高等研究所フェロー（1997年（平成9年）12月まで）
- 1998年（平成10年）04月 - 国際高等研究所特別委員
- 2001年（平成13年）04月 - 国際高等研究所所長（2009年（平成21年）3月まで）
- 2012年（平成24年）11月13日 - 大阪府吹田市の病院にて肝門部胆管がんの為逝去[2]。82歳没。

## 役職
- 財団法人労働安全衛生研修所顧問
- 財団法人関西エネルギー・リサイクル科学研究振興財団理事
- 財団法人千里国際情報事業財団顧問
- 財団法人山田科学振興財団理事長
- 財団法人仁科記念財団評議員
- 財団法人懐徳堂記念会理事
- 財団法人湯川記念財団理事

## 栄典
- 2004年 - 瑞宝大綬章[3]
- 2012年 - 従三位

## 学術賞
- 1996年 - 日本学士院賞
- 1999年 - 藤原賞

## 家族関係
- 祖父：金森又一郎（近鉄の前身である大阪電気軌道・参宮急行電鉄元社長で、実質的な近鉄創業者の一人）
- 父：金森乾次（元近鉄会長、又一郎の二男）
- 実兄：金森茂一郎（元近鉄社長・会長、大阪近鉄バファローズの元オーナー。球団解散直前に死去）